# Rolandstraße 48 (Bonn)

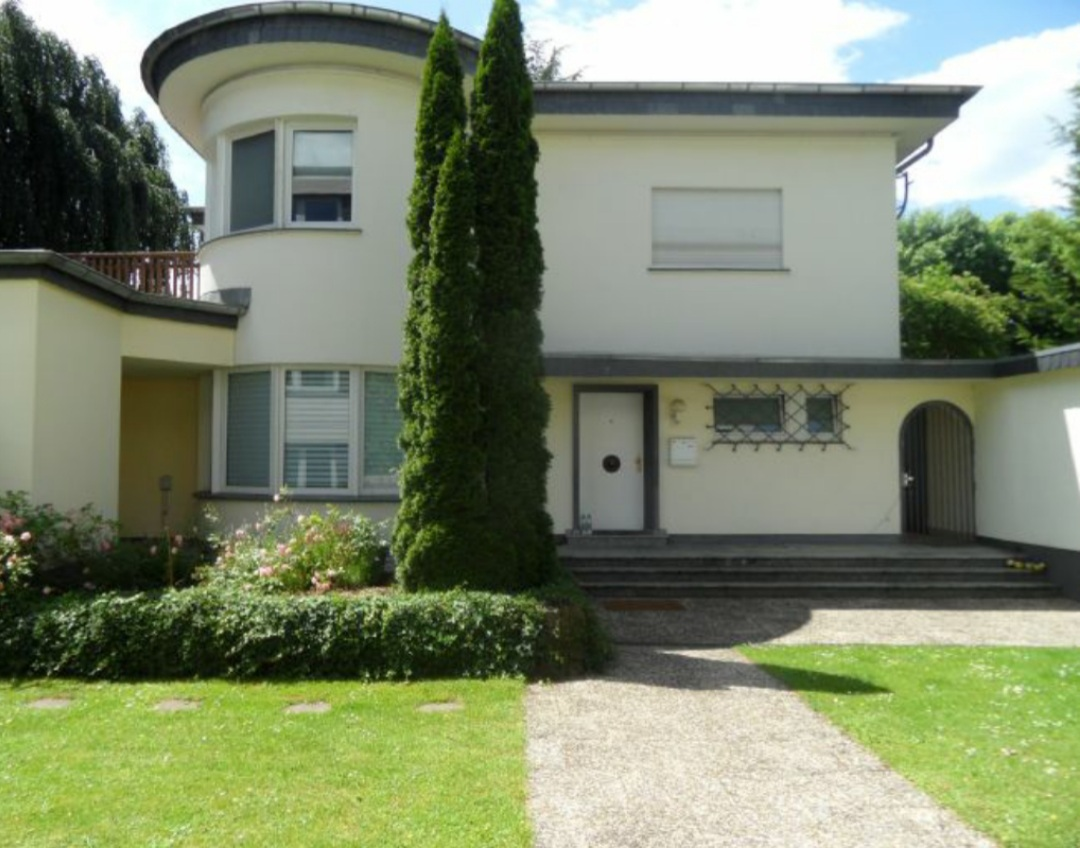
Rolandstraße 48 in Rüngsdorf

Das Haus Rolandstraße 48 ist eine Villa in Rüngsdorf, einem Ortsteil des Bonner Stadtbezirks Bad Godesberg, die 1932 errichtet wurde. Sie steht als Baudenkmal unter Denkmalschutz.

## Geschichte
Die Villa entstand als Einfamilienhaus für den Bauherrn Heinrich Oettinger, einen Direktor, nach einem Entwurf des Kölner Architekten Edmund Bolten (1882–1949). Bauleiter war der Godesberger Architekt Karl Schwarz, der zahlreiche Häuser an der Rolandstraße und der sich nach Süden anschließenden Fasanenstraße entwarf.
Spätestens seit 1963 diente das Anwesen als Kanzleigebäude der Botschaft der Republik Madagaskar in der Bundesrepublik Deutschland am Regierungssitz Bonn und zugleich als Residenz des Botschafters. 1965 wurde die Terrasse im Zuge einer seitlichen Erweiterung des Hauses zu einem Wohnraum umgebaut und die Garage rückwärtig verlängert. Für die Kanzlei der Botschaft entstand auf dem – zur Rolandstraße gelegenen – vorderen Teil des auch im Eigentum des Landes stehenden Grundstücks ein Neubau, durch den der ursprüngliche Vorgarten der Villa spürbar verkleinert wurde. 1985 ließ Madagaskar sie in südöstlicher Richtung um einen Raum als seitlichen Anbau erweitern und diesen mit dem Kanzleigebäude verbinden.
2001 zog die Botschaft von Madagaskar in Folge der Verlegung des Regierungssitzes (1999) nach Falkensee bei Berlin um (→ Madagassische Botschaft (Falkensee)). Das vormalige Botschaftsgebäude ist seit 2003 Sitz des VSRW-Verlags.
Die Eintragung des Hauses einschließlich der Mauereinfriedung in die Denkmalliste der Stadt Bonn erfolgte am 18. August 2000.

## Architektur
Das Haus ist ein zweigeschossiger flachgedeckter Putzbau in zwei unregelmäßigen Achsen mit zweigeschossiger Auslucht und Balkon. Der äußere Baukörper ist mit seinen originalen Fenstern und Türen erhalten, ebenso im Gebäudeinneren der überwiegende Teil des Grundrisses und der Ausstattung. Unter den Häusern in der Mitte der Rolandstraße ist die Villa als einziges aus der Bauzeit erhalten.